# Parang Sikureung
Parang Sikureung is een bestuurslaag in het regentschap Bireuen van de provincie Atjeh, Indonesië. Parang Sikureung telt 121 inwoners (volkstelling 2010).